# Lorena Ochoa
Lorena Ochoa, née le 15 novembre 1981 à Guadalajara (Mexique), est une golfeuse professionnelle mexicaine. Intégrant le circuit LPGA en 2002 après une année dans le Futures Tour, elle a notamment remporté deux tournois majeurs - l'Open britannique en 2007  et le Championnat Kraft Nabisco en 2008 - parmi ses trente titres professionnels dans sa carrière. Le 23 avril 2007, elle prend la place de numéro un mondial succédant à la Suédoise Annika Sörenstam, place qu'elle occupe jusqu'au mois de mai 2010 où elle est remplacée par la Coréenne Jiyai Shin.
Après avoir été désignée meilleure débutante de la LPGA Tour en 2003, elle est désignée meilleure golfeuse de la LPGA Tour en 2007, 2008 et 2009, ainsi que sportive de l'année selon l'Associated Press en 2006 et 2007. Elle est à l'initiative de la création du tournoi Lorena Ochoa Invitational, se déroulant sur son parcours d'enfance de Guadalajara, inscrit au circuit de la LPGA depuis 2008 permettant de soutenir la « fondation Lorena Ochoa ». Elle annonce en avril 2010 sa décision de mettre un terme à sa carrière sportive.

## Biographie

### Enfance et carrière d'amatrice
Né à Guadalajara dans une famille aisée (elle y vit aussi) , elle fait ses premiers pas sur le golf de « Guadalajara Country Club » à l'âge de cinq ans et participe à ses premiers tournois à six ans. Très travailleuse, allant chaque soir faire du practice, elle approche à onze ans l'ancien joueur professionnel Rafael Alarcon, vainqueur du championnat amateur du Canada en 1979, qui travaille sur le parcours de Guadalajara.
En tant que junior, elle remporte vingt-deux tournois à Guadalajara sur les quarante-quatre qu'elle dispute. Elle remporte également cinq titres de championne du monde junior - la division filles 9-10 ans en 1990, 1991 et 1992, puis la division filles 11-12 ans en 1993 et 1994.
En 2000, elle rejoint l'Université d'Arizona où elle améliore son anglais entre les entraînements et les tournois. Elle devient l'une des meilleures golfeuses universitaires remportant le titre de meilleure golfeuse de la National Collegiate Athletic Association (NCAA) en 2001 et 2002, finissant finaliste du championnat national de la NCAA lors de ces deux années. Elle bat quelques records universitaires dont le nombre de victoires consécutives avec sept succès d'affilée. En novembre 2001, elle reçoit le « Mexico National Sports Award » à seulement vingt ans, des mains du président Vicente Fox.

### Carrière professionnelle

#### Début professionnel sur le circuit Futures
En mai 2002, elle devient professionnelle et rejoint le Circuit Futures (anti-chambe du circuit de la LPGA). Elle remporte trois tournois : « JWA/Michelob Light FUTURES », « Ann Arbor Classic » et « Betty Puskar Golf Classic ». Elle accumule les titres de meilleure joueuse et meilleure débutante sur le circuit Futures. Cela lui permet d'être qualifié au circuit de la LPGA à partir de la saison 2003.

#### Début sur le circuit de la LPGA

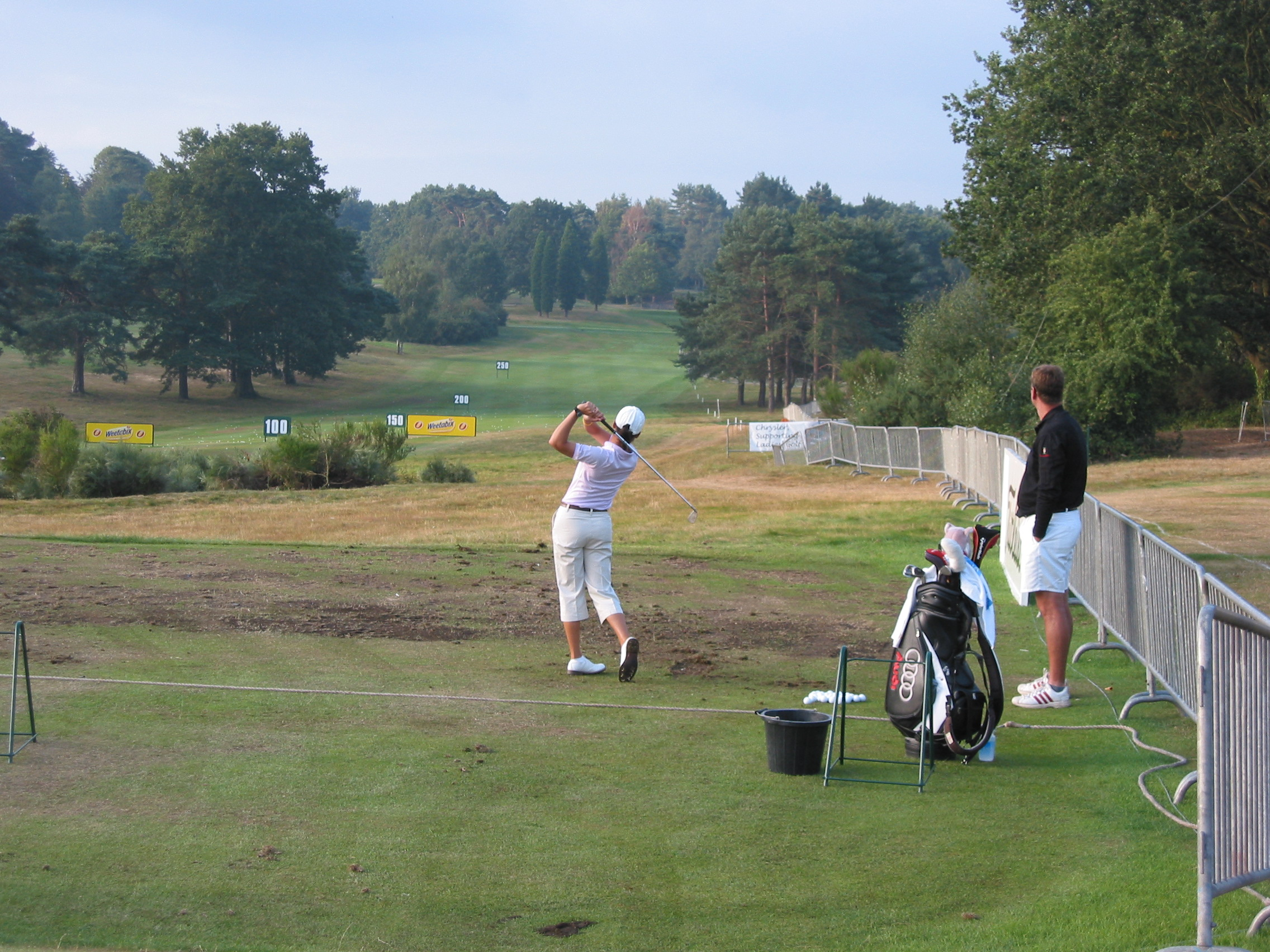
Lorena Ochoa à l'Open britannique 2004.

Durant sa première année sur le circuit de la LPGA en 2003, elle atteint huit top 10 sur les vingt-trois tournois auxquels elle prend part dont deux secondes places au « Wegmans Rochester » et au « Open Michelob Light ». Elle termine neuvième au classement des gains avec 823 740 dollars et est désigné meilleure débutante.
En 2004, elle remporte ses deux premiers tournois sur le circuit de la LPGA : le « championnat Franklin American Mortgage » et le « Wachovia LPGA Classic ». Elle devient ainsi la première Mexicaine née au Mexique à remporter un tournoi sur le circuit. Également, elle parvient à réaliser trois top 10 sur ses quatre tournois majeurs : huitième au championnat Kraft Nabisco et au championnat de la LPGA, et quatrième à l'Open britannique. Elle termine à la troisième place du classement des gains derrière Annika Sorenstam et Grace Park avec 1 450 824 dollars.
En 2005, elle remporte le « Wegman's Rochester LPGA », son unique victoire de sa saison, et termine cinquième du championnat de la LPGA et sixième de l'Open américain, dans ce dernier tournoi, elle joue la victoire avant qu'un de ses drives soit expédié dans l'eau et qu'elle fasse un quadruple bogey. Elle accumule dix top 10 sur les vingt-trois tournois et prend la quatrième place au classement des gains.

#### Ochoa au sommet

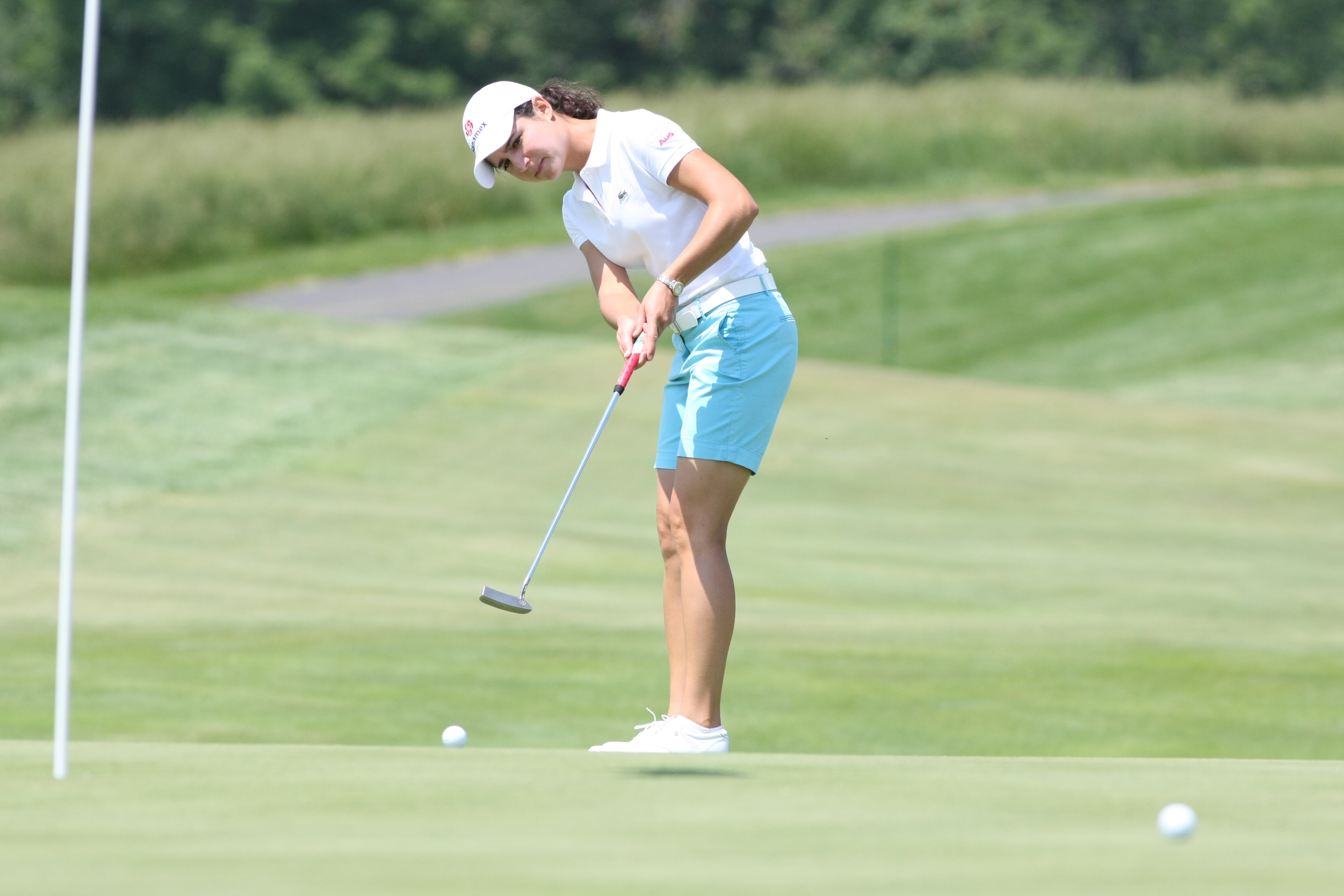
Lorena Ochoa sur un green.

En 2006, sa carte de 62 lors du premier tour au championnat Kraft Nabisco constitue un record du circuit dans un tournoi majeur, elle y dispute la victoire contre Karrie Webb avec un playoff mais est battue. Elle réalise sa meilleure saison depuis qu'elle est membre de la LPGA avec vingt top 10 sur les vingt cinq tournois (dont la seconde place au championnat Kraft Nabisco, une quatrième place à l'Open britannique et une neuvième place au championnat de la LPGA) et six victoires (« LPGA Takefuji Classic », « Sybase Classic », « Wendy's Championship for Children », « Championnat Corona », « Samsung World Championship » et « The Mitchell Company Tournament of Champions ». Elle remporte le classement des gains avec 2 592 872 dollars, reçoit les titres de meilleure golfeuse du circuit de la LPGA et le « Vare Trophy » récompensant la golfeuse ayant rendu la moyenne la plus basse de coups par tournois. Elle reçoit les distinctions de « Mexico National Sports Award », de sportive mexicaine de l'année et de Sportive de l'année selon l'Associated Press.
En 2007, elle prend la place de numéro un mondial à Sörenstam en avril. Elle remporte son premier tournoi majeur avec sa victoire à l'Open britannique sur le parcours Old Course de St. Andrews, suivi deux victoires à l'Open du Canada et au « Safeway Classic », première fois depuis 2005 et Sörenstam qu'une golfeuse remporte trois tournois d'affilée sur le circuit de la LPGA. Elle remporte également quatre autres tournois durant l'année avec le « Safeway International », le « Sybase Classic », le « Wegmans LPGA » et le « Championnat ADT ». Ses huit succès lui permettent de remporter le classement des gains pour la seconde fois, ainsi que le titre de meilleure golfeuse du circuit et le « Vare Trophy ». L'Associated Press la désigne de nouveau sportive de l'année, la « Women's Sports Foundation » en fait de même ainsi l'Agence EFE. Elle devient la première golfeuse à atteindre plus de 4 000 000 dollars de gains sur une année avec 4 364 994 dollars surpassant le record de Sörenstam avec 2 863 904 dollars.

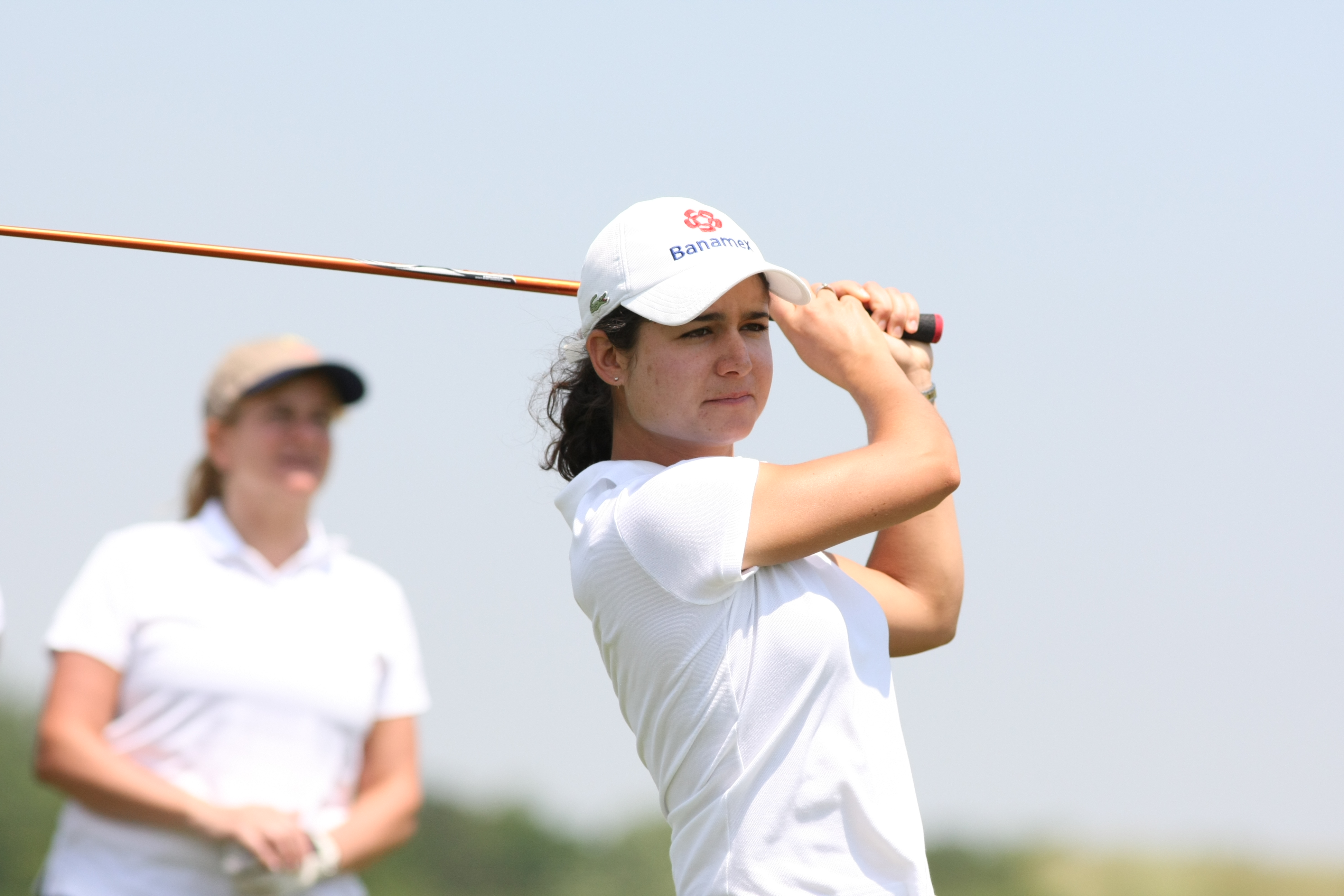
Lorena Ochoa au championnat de la LPGA en 2008.

En avril 2008, elle ajoute un deuxième tournoi majeur consécutif à son palmarès avec le championnat Kraft Nabisco et elle le fête comme il est de tradition sur ce tournoi en se jetant dans le plan d'eau au 18e trou. La semaine suivante, elle remporte le « Championnat Corona », avec ce dernier succès (son vingtième sur le circuit de la LPGA) elle est désormais qualifiée pour rejoindre le « World Golf Hall of Fame ». Elle accumule sept victoires au total cette saison-là avec le HSBC Women’s Champions, le « Safeway International », l'« Open Ginn », « Sybase Classic » et le « Navistar LPGA Classic ». C'est un troisième titre consécutif de meilleure golfeuse du circuit de la LPGA qu'elle remporte, ainsi que le classement des gains et du « Vare Trophy ». L'ESPY Awards la désigne meilleure sportive de l'année tout sexe confondu.
La saison 2009 est plus difficile pour Lorena Ochoa. Malgré trois victoires (Honda LPGA Thailand, Championnat Corona et Navistar LPGA Classic), elle n'atteint jamais le top 10 d'un tournoi majeur dont sa meilleure performance est une douzième place au championnat Kraft Nabisco. Elle termine à la quatrième place du classement des gains derrière Jiyai Shin, Cristie Kerr et Ai Miyazato, mais remporte le « Vare Trophy » et le titre de meilleure joueuse de la LPGA pour la quatrième année consécutive.

#### Fin de carrière et retraite
Après trois tournois dont sa meilleure performance est une dix-huitième place au Honda PTT LPGA Thailand, elle prend la quatrième place du tournoi majeur le championnat Kraft Nabisco. Toutefois, deux semaines après, elle annonce sa retraite sportive le 20 avril 2010 à seulement vingt-huit ans en vue de « fonder une famille ». Un an plus tard, elle annonce attendre un enfant.

## Palmarès
Lorena Ochoa détient à ce jour deux titres majeurs, tout d'abord l'Open britannique  en 2007 puis le championnat Kraft Nabisco en 2008. Elle compte au total trente titres, trois sur le circuit Futures et vingt-sept sur le circuit américain de la LPGA. Au classement mondial créé en février 2006, elle est la deuxième golfeuse à prendre la place de numéro un mondial succédant à Annika Sörenstam à partir du 23 avril 2007 jusqu'au 19 avril 2010.

### Victoires professionnelles (30)
| Année    | Tournoi                                       | Tournoi                           | Tournoi                                             |
| 2003 (3) | JWA/Michelob Light FUTURES (Futures)          | Ann Arbor Classic (Futures)       | Betty Puskar Golf Classic (Futures)                 |
| 2004 (2) | Championnat Franklin American Mortgage (LPGA) | Wachovia Classic Hosted (LPGA)    |                                                     |
| 2005 (1) | Wegmans LPGA (LPGA)                           |                                   |                                                     |
| 2006 (6) | LPGA Takefuji Classic (LPGA)                  | Sybase Classic (LPGA)             | Wendy's Championship for Children (LPGA)            |
| 2006 (6) | Championnat Corona (LPGA)                     | Samsung World Championship (LPGA) | The Mitchell Company Tournament of Champions (LPGA) |
| 2007 (8) | Safeway International (LPGA)                  | Sybase Classic (LPGA)             | Wegmans LPGA (LPGA)                                 |
| 2007 (8) | Open britannique (LPGA)                       | Open du Canada (LPGA)             | Safeway Classic (LPGA)                              |
| 2007 (8) | Samsung World Championship (LPGA)             | Championnat ADT (LPGA)            |                                                     |
| 2008 (7) | HSBC Women’s Champions (LPGA)                 | Safeway International (LPGA)      | Championnat Kraft Nabisco (LPGA)                    |
| 2008 (7) | Championnat Corona (LPGA)                     | Open Ginn (LPGA)                  | Sybase Classic (LPGA)                               |
| 2008 (7) | Navistar LPGA Classic (LPGA)                  |                                   |                                                     |
| 2009 (3) | Honda LPGA Thailand (LPGA)                    | Championnat Corona (LPGA)         | Navistar LPGA Classic (LPGA)                        |

Le fond gris montre les victoires dans les tournois majeurs.

### Résultats dans les tournois majeurs
| Tournament             | 2000 | 2001 | 2002 | 2003 | 2004 | 2005 | 2006 | 2007 | 2008 | 2009 | 2010 |
| ---------------------- | ---- | ---- | ---- | ---- | ---- | ---- | ---- | ---- | ---- | ---- | ---- |
| Kraft Nabisco          | -    | 21e  | 8e   | 3e   | 8e   | 35e  | 2e   | 10e  | 1ère | 12e  | 4e   |
| Championnat de la LPGA | -    | -    | -    | 20e  | 8e   | 5e   | 9e   | 6e   | 3e   | 23e  | DNP  |
| Open américain         | CUT  | -    | AB   | 13e  | 44e  | 6e   | 20e  | 2e   | 31e  | 26e  | DNP  |
| Open britannique       | -    | -    | -    | 24e  | 4e   | CUT  | 4e   | 1ère | 7e   | 28e  | DNP  |

CUT = A raté le cut

AB = abandon

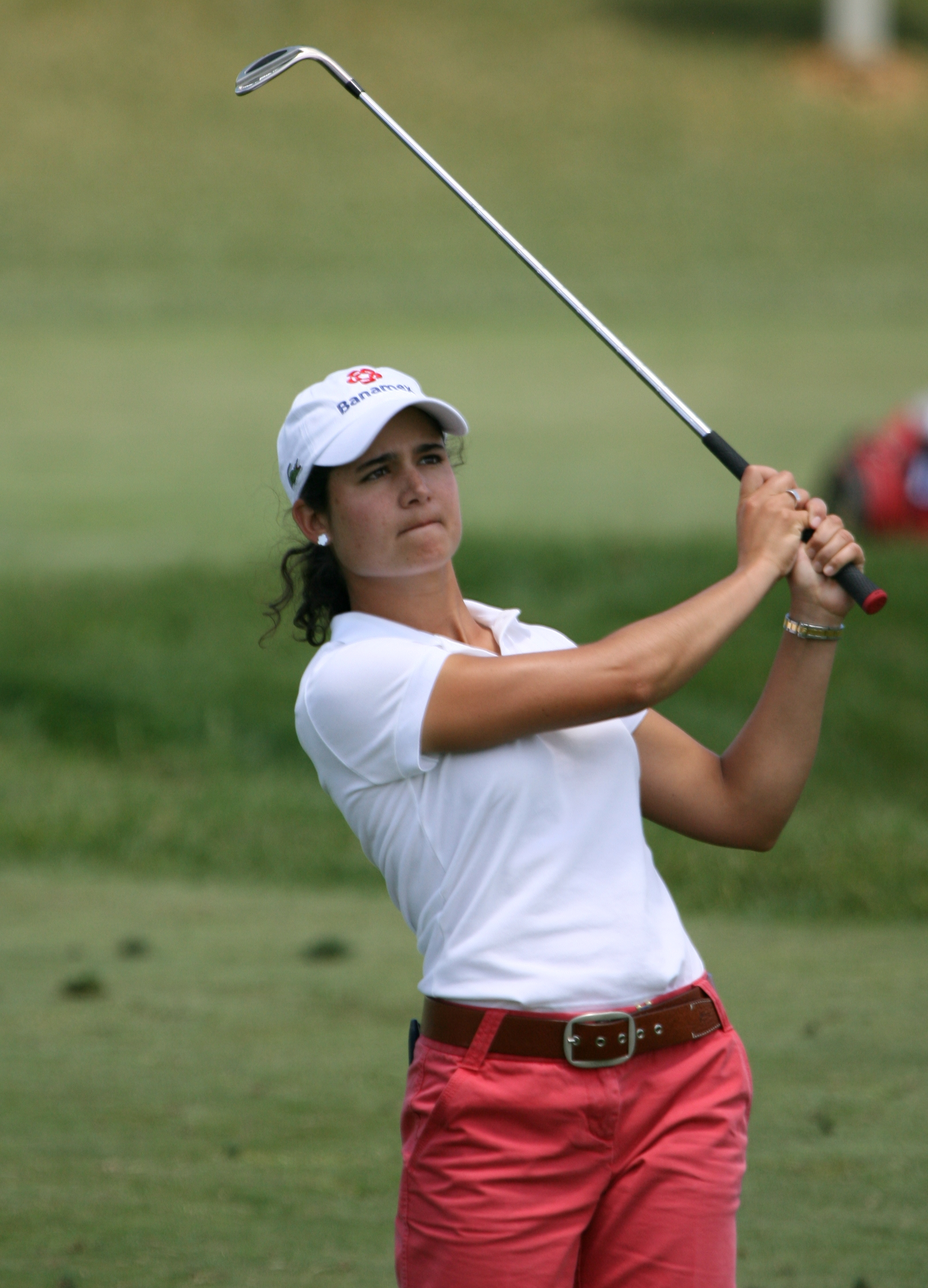
Lorena Ochoa en 2007.

Fond vert: victoire; Fond jaune: top 10.

source

### Statistiques sur le circuit de la LPGA
| Année | Tournois disputés | Victoire | Deuxième | Troisième | Top 10 | Gains ($) | Rang ($) | Moyenne scores | Rang scores |
| ----- | ----------------- | -------- | -------- | --------- | ------ | --------- | -------- | -------------- | ----------- |
| 2001  | 2                 | 0        | 0        | 0         | 1      | -         | -        | 70,75          | -           |
| 2002  | 5                 | 0        | 0        | 0         | 2      | 19 080    | -        | 71,00          | -           |
| 2003  | 24                | 0        | 2        | 3         | 8      | 825 240   | 9e       | 70,97          | -           |
| 2004  | 27                | 2        | 1        | 4         | 18     | 1 450 824 | 3e       | 70,02          | 3e          |
| 2005  | 23                | 1        | 4        | 0         | 10     | 1 201 786 | 4e       | 71,39          | 9e          |
| 2006  | 25                | 6        | 6        | 1         | 20     | 2 592 872 | 1re      | 69,24          | 1re         |
| 2007  | 25                | 8        | 5        | 2         | 21     | 4 364 994 | 1re      | 69,69          | 1re         |
| 2008  | 22                | 7        | 0        | 2         | 17     | 2 763 193 | 1re      | 69,70          | 1re         |
| 2009  | 22                | 3        | 4        | 0         | 13     | 1 489 395 | 4e       | 70,16          | 1re         |

source

### Distinctions
- 2001
  - Mexico National Sports Award
- 2002
  - Meilleure joueuse de l'année sur le circuit Futures
  - Meilleure débutante de l'année sur le circuit Futures
- 2003
  - Meilleure débutante de l'année sur le circuit de la LPGA
- 2006
  - Meilleure joueuse de l'année sur le circuit de la LPGA
  - Vainqueur du classement des gains sur le circuit de la LPGA
  - Vainqueur du « Vare Trophy » sur le circuit de la LPGA
  - Mexico National Sports Award
  - Sportive de l'année pour l'Associated Press
  - Golfeuse de l'année pour « Golf Writers Association of America Female »
  - Sportive mexicaine de l'année
- 2007
  - Meilleure joueuse de l'année sur le circuit de la LPGA
  - Vainqueur du classement des gains sur le circuit de la LPGA
  - Vainqueur du « Vare Trophy » sur le circuit de la LPGA
  - Mexico National Sports Award
  - Sportive de l'année pour l'Associated Press
  - Golfeuse de l'année pour « Golf Writers Association of America Female »
- 2008
  - Meilleure joueuse de l'année sur le circuit de la LPGA
  - Vainqueur du classement des gains sur le circuit de la LPGA
  - Vainqueur du « Vare Trophy » sur le circuit de la LPGA
  - Golfeuse de l'année pour « Golf Writers Association of America Female »
  - Meilleure sportive de l'année tout sexe confondu pour l'ESPY.
- 2009
  - Meilleure joueuse de l'année sur le circuit de la LPGA
  - Vainqueur du « Vare Trophy » sur le circuit de la LPGA